# Шёппнер, Ян
Ян Шёппнер (нем. Jan Schöppner; род. 12 июня 1999, Хомберг, Гессен) — немецкий футболист, защитник «Хайденхайм».

## Клубная карьера
Шёппер — воспитанник клубов «Лемке» и «Ферль». В 2018 году он дебютировал за основной состав. В 2020 году Шёппер перешёл в «Хайденхайм». 13 сентября в поединке Кубка Германии против «Веена» Ян дебютировал за основной состав. 20 сентября в матче против брауншвейгского «Айнтрахта» он дебютировал во Второй Бундеслиге. 18 сентября 2021 года в поединке против «Зандхаузена» Ян забил свой первый гол за «Хайденхайм». В 2023 году игрко помог команде выйти в элиту. 26 августа в матче против «Хоффенхайма» он дебютировал в Бундеслиге.